# Plesner (Anwaltskanzlei)

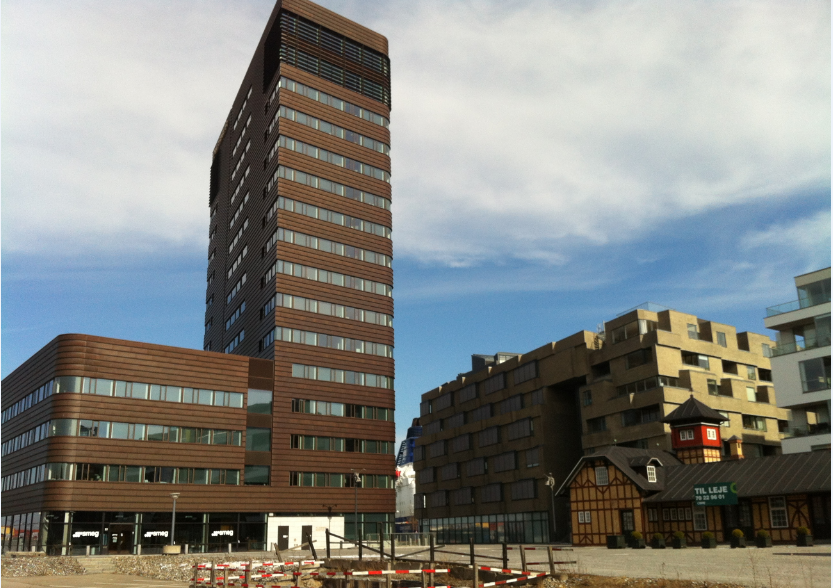
Hauptsitz Plesners im Kopenhagener Viertel Amerika Plads

Logo

Plesner ist eine dänische Anwaltskanzlei, die sich insbesondere auf Aspekte des Wirtschaftsrechts spezialisiert hat.

## Geschichte und Hintergrund
Plesner wurde 1918 von Poul Jacobsens gegründet und ist durch eine Reihe von Fusionen und Übernahmen dänischer Anwaltskanzleien kontinuierlich gewachsen. 1958 wurden Kaj Holm-Nielsen und Mogens Plesner Partner der Firma, die sich fortan Holm-Nielsen & Plesner nannte. 1989 entstand durch den Zusammenschluss mit der 1937 gegründeten Kanzlei Lunøe & Partnere die Firma Plesner & Lunøe, aus der 1997 durch eine Fusion mit Koch-Nielsen & Grønborg zunächst Plesner & Grønborg und 2000 durch Fusion mit O. Bondo Svane die Firma Plesner Svane Grønborg entstand. 2009 wurde der Name auf Plesner verkürzt. Knapp zehn Jahre später verfügte die Kanzlei über knapp 40 Partner und mehr als 400 Mitarbeiter.
Neben der Spezialisierung auf dänisches Wirtschaftsrecht ist Plesner durch Verbindungen zu verschiedenen ausländischen Kanzleien auch international tätig. Mehrfach hat die Kanzlei auch bei Verfahren vor dem Europäischen Gerichtshof beraten und unterstützt. Zudem gehört Mergers & Acquisitions zu den verschiedenen Geschäftsfeldern. Neben lokalen Unternehmenskäufen, -verkäufen sowie -aufspaltungen ist die Kanzlei auch bei internationalen Transaktionen beteiligt. Unter anderem unterstützte sie beispielsweise 2020 die dänische Versicherungsgruppe Tryg Forsikring bei der milliardenschweren Übernahme des britischen Versicherers RSA Insurance Group gemeinsam mit dem kanadischen Finanzdienstleister Intact Financial sowie bei der folgenden Neustrukturierung. 2014 machte die Kanzlei Schlagzeilen, als sie zunächst im Frühjahr den Börsengang von OW Bunker begleitet hatte und im November nach dem Zusammenbruch der Gesellschaft als Insolvenzverwalter bestellt worden war.
2023 wurde die Kanzlei von der Zeitschrift International Tax Review zum zwölften Mal seit 2009 als „Denmark Tax Firm of the Year“ ausgezeichnet. Zudem wir die Kanzlei in 14 Fachbereichen von der Ratingagentur The Legal 500 als führend eingestuft. 2020 erwirtschaftete das Unternehmen fast 100 Millionen Euro Umsatz und gehört damit zu den 50 größten Kanzleien in Europa. 2021 Betrug der Umsatz ca. 858 Millionen Dänische Kronen (mit heutigem Wechselkurs ca. 115 Millionen Euro).